# 白良镇
白良镇，是中华人民共和国江西省宜春市万载县下辖的一个乡镇级行政单位。

## 行政区划
白良镇下辖以下地区：
白良街社区、白良村、良福村、行田村、范塘村、坑口村、廖杭村、歧里村和锦江村。